# نادي بيلينزونا
نادي بيلينزونا (بالفرنسية: AC Bellinzona)‏ نادي كرة قدم سويسري يلعب في الدوري السوبر . تم تأسيس النادي في سنة 1904 .